# Mikkelin Pallo-Kissat
Mikkelin Pallo-Kissat ist ein finnischer Fußballverein aus Mikkeli.

## Geschichte
Mikkelin Pallo-Kissat wurde 1946 gegründet und spielte zunächst lange Zeit unterklassig, zudem trat er als Mitglied des finnischen Arbeitersportverbands in dessen Wettbewerben an. Ende 1958 stieg die Mannschaft in die zweitklassige Suomensarja auf und schaffte bereits drei Jahre später als Meister seiner Zweitligastaffel den Aufstieg in die Mestaruussarja. Als Neuling gelang in der Spielzeit 1962 der vierte Tabellenplatz, zwei Spielzeiten später folgte jedoch der Wiederabstieg. Zur Spielzeit 1971 gelang der erneute Erstligaaufstieg, dem jedoch als Tabellenvorletzter der direkte Wiederabstieg folgte. Nach der Vizemeisterschaft gelang 1973 der mit dem abermaligen Erstligaaufstieg verbundene erneute Staffelsieg. Dieses Mal hielt sich die Mannschaft, die zeitweise erneut im vorderen Tabellendrittel landete, sechs Spielzeiten in der höchsten Spielklasse. Zudem gewann er zu dieser Zeit einmal den TUL-Cup.
1980 schaffte Mikkelin Pallo-Kissat den Wiederaufstieg, konnte aber die Klasse nicht halten. Der Klub war unterdessen in finanzielle Probleme gekommen und rutschte in die Drittklassigkeit ab. Die Wettkampfmannschaft wurde Spielbetrieb abgemeldet, mit Mikkelin Kissat gründete sich parallel ein neuer Verein. 1997 wurde erneut eine Wettkampfmannschaft beim Suomen Palloliitto angemeldet, der Klub trat fortan wieder im unterklassigen Amateurbereich an.